# Paul Zoungrana
Paul Zoungrana, M.Afr. (Uagadugu, 3 de setembro de 1917 - Uagadugu, 4 de junho de 2000) foi um cardeal burquinabé da Igreja Católica. Ele serviu como arcebispo de Uagadugu de 1960 a 1995, e foi elevado ao cardinalato em 1965.

## Vida e Igreja
Paul Zoungrana nasceu em Uagadugu, Alto Volta (Burquina Fasso moderna). Ele estudou no seminário menor em Pabré e seminário maior em Koumi, onde foi ordenado ao sacerdócio em 2 de Maio de 1942. Zoungrana, um dos três primeiros sacerdotes do seu país, em seguida, fez trabalho pastoral em sua Uagadugu natal até ingressar na Sociedade dos Missionários da África em 24 de setembro de 1948, tendo posteriormente seus votos finais em 1952 em Roma. De 1948 a 1953, ele promoveu seus estudos na Pontifícia Universidade Gregoriana, de onde obteve seu doutorado em direito canônico, e no Instituto Católico de Paris. Zoungrana ensinou direito canônico no seminário de Koumi, enquanto novamente realizou seu ministério pastoral em Uagadugu, de 1954 a 1959. Ele então serviu como Diretor do Centro de Informações Sociais até 1960.
Em 8 de abril de 1960, Zoungrana foi nomeado arcebispo de Uagadugu pelo papa João XXIII. Ele recebeu sua ordenação episcopal em 8 de maio do próprio Papa João XXIII, com os Bispos Napoleão-Alexandre La Brie e Fulton J. Sheen servindo como co-consagradores, na Basílica de São Pedro. O Arcebispo Zoungrana compareceu depois ao Concílio Vaticano II de 1962 a 1965. Com a ajuda dos cardeais José Humberto Quintero Parra e José María Bueno y Monreal, entregou uma das mensagens finais do Concílio em 8 de dezembro de 1965. Papa Paulo VI criou-o Cardeal-presbítero de San Camilo de Lellis no consistório de 22 de fevereiro de 1965. Ele foi o primeiro cardeal do Alto Volta, e o primeiro pertencente aos Padres Brancos desde Charles Lavigerie. Foi o presidente do Simpósio das Conferências Episcopais da África e Madagascar por duas vezes, entre 1969 e 1978 e entre 1981 e 1984.
Zoungrana foi um dos cardeais eleitores que participaram dos conclaves de agosto e outubro de 1978, que selecionaram os papas João Paulo I e João Paulo II, respectivamente. O Cardeal serviu depois como enviado papal especial ao segundo Congresso Eucarístico Nacional e ao encerramento do centenário da evangelização no Zaire. De 1980 a 1987, foi membro da Secretaria Geral do Sínodo dos Bispos.
Zoungrana encorajou a africanização da liturgia, dizendo que os rituais "representam um modo africano de pensar e modo de vida". Ele também liderou um protesto contra o Banco Mundial por sua política de recusar ajuda financeira a países sem programas de planejamento populacional. O cardeal Zoungrana renunciou ao cargo de arcebispo de Uagadugu em 10 de junho de 1995, após trinta e cinco anos de serviço.
Ele morreu em Uagadugu, aos 82 anos, e está enterrado na Catedral da Imaculada Conceição. Na época de sua morte, ele foi o último cardeal sobrevivente, elevado pelo Papa Paulo VI no Consistório Ordinário Público de 1965.